# Kronenfels (Adelsgeschlecht)

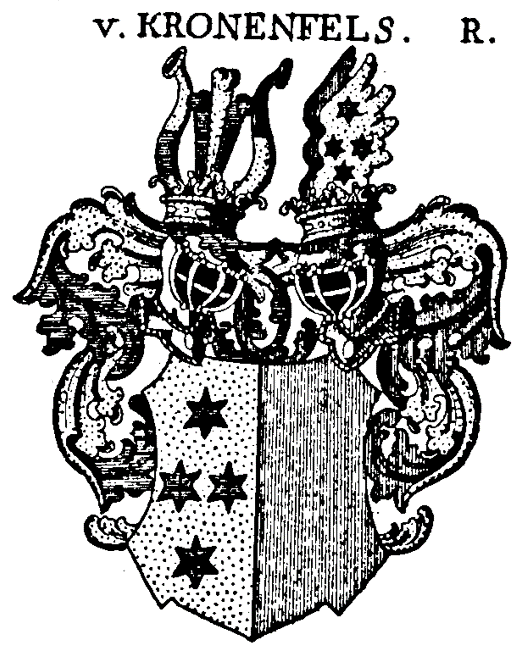
Wappen derer von Kronenfels in Siebmachers Wappenbuch

Kronenfels, auch Kronenfelss, ist ein seit dem 18. Jahrhundert in Österreich nachweisbares und seit 1792 zum Reichsritterstand zählendes Adelsgeschlecht.

## Geschichte
Am 2. April 1774 erlangte Franz Wenzel Stephan Kronenfels mit dem Familienwappen den erbländisch-österreichischen Ritterstand. 1792 erhielt der Geheime Kabinetts-Sekretär und Wirkliche Geheime Hofrat Joseph Stephan von Kronenfels das Adelsdiplom mit dem Prädikat Edler Herr.
Verschiedene Mitglieder durchliefen Militärkarrieren in der Kaiserlich-Königlichen Armee.

## Bekannte Familienmitglieder (Auswahl)
- Josef von Kronenfels (Stephan von Kronenfels; 1776–1852), österreichischer Beamter, Verwaltungsbeamter und Genealoge[2]
- Rudolf von Kronenfels, Oberst in der Artillerie zu Agram[1]
- Adolf Ritter von Kronenfels, Hauptmann im 32. Infanterie-Regiment[1]

## Wappen
Blasonierung: Von Gold und Rot gespalten. Vorne vier (1:2:1) rote sechsstrahlige Sterne. Zwei gekrönte Helme mit rechts blau-goldenen, links rot-goldenen Decken: I. Zwei blau-golden übereck geteilte Büffelhörner, dazwischen drei (blau-gold-blau) Straußenfedern; II. ein geschlossener Flug, vorne bezeichnet wie das vordere, hinten wie das hintere Schildfeld.